# Volker Gummelt
Volker Gummelt (* 1963 in Greifswald) ist ein deutscher evangelischer Theologe.

## Leben
Nach dem Abitur 1982 war er Bausoldat. Von 1984 bis 1989 studierte er Theologie in Greifswald und Leipzig. Von 1989 bis 1992 war er Promotionsstipendiat. Nach der Promotion 1992 zum Dr. theol. war er von 1992 bis 1997 wissenschaftlicher Assistent am Lehrstuhl für Kirchengeschichte Greifswald. Nach der Habilitation 1996/1997 zum Privatdozenten war er von 1998 bis 2002 Oberassistent am Lehrstuhl für Kirchengeschichte Greifswald. Von 2002 bis 2006 war er Pfarrer an der Christuskirche Greifswald. Seit 2005 lehrt er als außerplanmäßiger Professor für Kirchengeschichte. Seit 2007 ist er Pfarrer in Neuenkirchen bei Greifswald.

## Schriften (Auswahl)
- Lex et Evangelium. Untersuchungen zur Jesajavorlesung von Johannes Bugenhagen. Berlin 1994, ISBN 3-11-014204-X.
- (Hrsg.): Hans-Günter Leder: Johannes Bugenhagen Pomeranus – vom Reformer zum Reformator. Studien zur Biographie. Frankfurt am Main 2002, ISBN 3-631-39080-7.
- mit Jürgen Geiß-Wunderlich (Hrsg.): Johannes Block. Der pommersche Reformator und seine Bibliothek. Leipzig 2018, ISBN 3-374-05154-5.